# Rømmegrøt

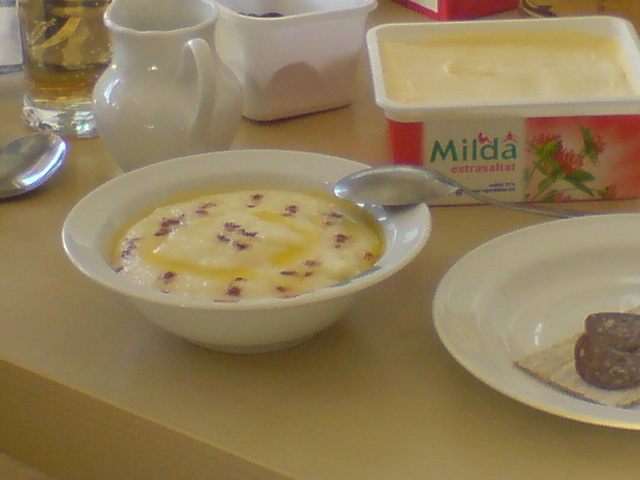
Rømmegrøt.

Rømmegrøt (Norwegisch und Dänisch), auch rømmegraut (Norwegisch) oder römmegröt (Schwedisch), ist ein norwegisches Gericht. Vor allem auf dem Lande hat es als Begrüßungsspeise und auf Bauernhochzeiten Tradition.
Zubereitung: Die Rømme (saure Sahne) wird aufgekocht. Unter beständigem Rühren wird Mehl beigemischt. Das sich absetzende Fett (Butter) wird laufend abgeschöpft und warm gestellt. Dabei wird weiter zusätzlich Mehl (und ggf. Milch) eingerührt, bis sich keine Butter mehr absondert und ein feiner sämiger Brei entstanden ist. Zum Servieren wird das abgeschöpfte Fett auf den Brei gegeben. Das Gericht wird kalt oder warm, mit Zimt und Zucker bestreut und eventuell mit Rosinen verfeinert, gegessen. Ebenfalls gibt es eine deftige Variante mit Schinken. Dazu trinkt man einen Fruchtsaft (Fruchtsirup nach Geschmack mit Wasser verdünnt). Rømmegrøt wird z. B. in der Erzählung "Die Langerudkinder im Sommer" von Marie Hamsun auch mit Erntegrütze übersetzt.